# Schlacht bei Montmirail
Frühjahrsfeldzug 1813
Lüneburg – Möckern – Halle – Großgörschen – Gersdorf – Bautzen – Reichenbach – Nettelnburg – Haynau – Halberstadt – Luckau
Herbstfeldzug 1813

Großbeeren – Katzbach – Dresden – Hagelberg – Kulm – Dennewitz – Göhrde – Altenburg – Wittenberg – Wartenburg – Liebertwolkwitz – Leipzig – Torgau – Hanau – Hochheim – Danzig
Winterfeldzug 1814

Épinal – Colombey – Brienne – La Rothière – Champaubert – Montmirail – Château-Thierry – Vauchamps – Mormant – Montereau – Bar-sur-Aube – Soissons – Craonne – Laon – Reims – Arcis-sur-Aube – Fère-Champenoise – Saint-Dizier – Claye –  Paris
Sommerfeldzug von 1815

Quatre-Bras – Ligny – Waterloo – Wavre – Paris

Gebiet des napoleonischen Sechs-Tage-Feldzugs

Die Schlacht bei Montmirail war eine Schlacht des Sechs-Tage-Feldzuges der Befreiungskriege. Die Schlacht fand am 11. Februar 1814 bei Montmirail in der Champagne zwischen einer französischen Armee unter dem Kommando Napoleons und zwei Korps der alliierten Schlesischen Armee statt. Das Ergebnis war ein Sieg Napoleons und der Rückzug der Koalitionstruppen. Die Schlacht gilt als eine der Glanzleistungen napoleonischer Feldherrenkunst.
Das preußische Kontingent hatte eine Stärke von über 18.000 Mann und wurde von General Yorck angeführt. Das russische Kontingent, etwa gleich stark, wurde von General Sacken kommandiert. Das französische Heer bestand anfangs nur aus 10.500 Mann. Diese Zahl stieg im Verlaufe der Schlacht durch Verstärkungen auf 20.000 Mann und 36 Kanonen an.
Die Verbündeten verloren 4000 Mann, die Franzosen 2000 Mann.

## Vorgeschichte

### Die Maßnahmen Napoleons
Durch den französischen Sieg in der Schlacht von Champaubert gegen die Russen einen Tag zuvor war das Selbstvertrauen der französischen Truppen wieder angestiegen. So suchte Napoleon ein neues Ziel und wandte sich gegen die in der Nähe befindlichen russisch-preußischen Korps von Yorck und Sacken. Das Ziel Napoleons war es, beide Korps von der Hauptarmee Blüchers zu isolieren und sie zwischen seiner Armee und der Marne abzudrängen. Napoleon ging durch seine Offensive ein großes Risiko ein, da er numerisch seinen Gegnern zusammen 2:3,6 unterlegen war. Napoleon konnte allerdings darauf vertrauen, dass er rechtzeitig Verstärkung erhielt, bevor die preußischen Truppen in die Schlacht eingreifen konnten. Zudem bestand sein Kontingent zum Teil aus altgedienten Veteranen der Alten Garde. Napoleon teilte seine Armee so auf, dass ein Teil seiner Truppen das Korps Sacken attackierte und der andere Teil die Angriffe des preußischen Kontingentes aufhalten sollte.
Bereits am Abend des 10. Februar 1814 traf Napoleon, der über die Bewegungen seiner Gegner immer gut informiert war, diesbezüglich seine ersten Vorkehrungen: Er stellte eine Brigade des Korps Marmont zusätzlich unter den Befehl des Kommandeurs der Garde-Kavallerie, General Nansouty, und befahl diesem, noch vor Mitternacht nach Montmirail aufzubrechen, das 18 km weiter westlich lag. Er selbst brach mit dem Gros seiner Truppen am nächsten Tag um 5:00 Uhr morgens in dieselbe Richtung auf.
Bei Champaubert ließ er eine Division des Korps Marmont – unter dem Befehl des Marschalls selbst – und ein größeres Kontingent seiner Kavallerie zurück. Diesen war befohlen, langsam auf Étoges, das 6 km weiter östlich lag, vorzurücken und Napoleons Hauptmacht gegen die Truppen Blüchers bei Bergerés-les-Vertus zu decken.

### Die Bewegungen der Koalitionstruppen am 10. und 11. Februar

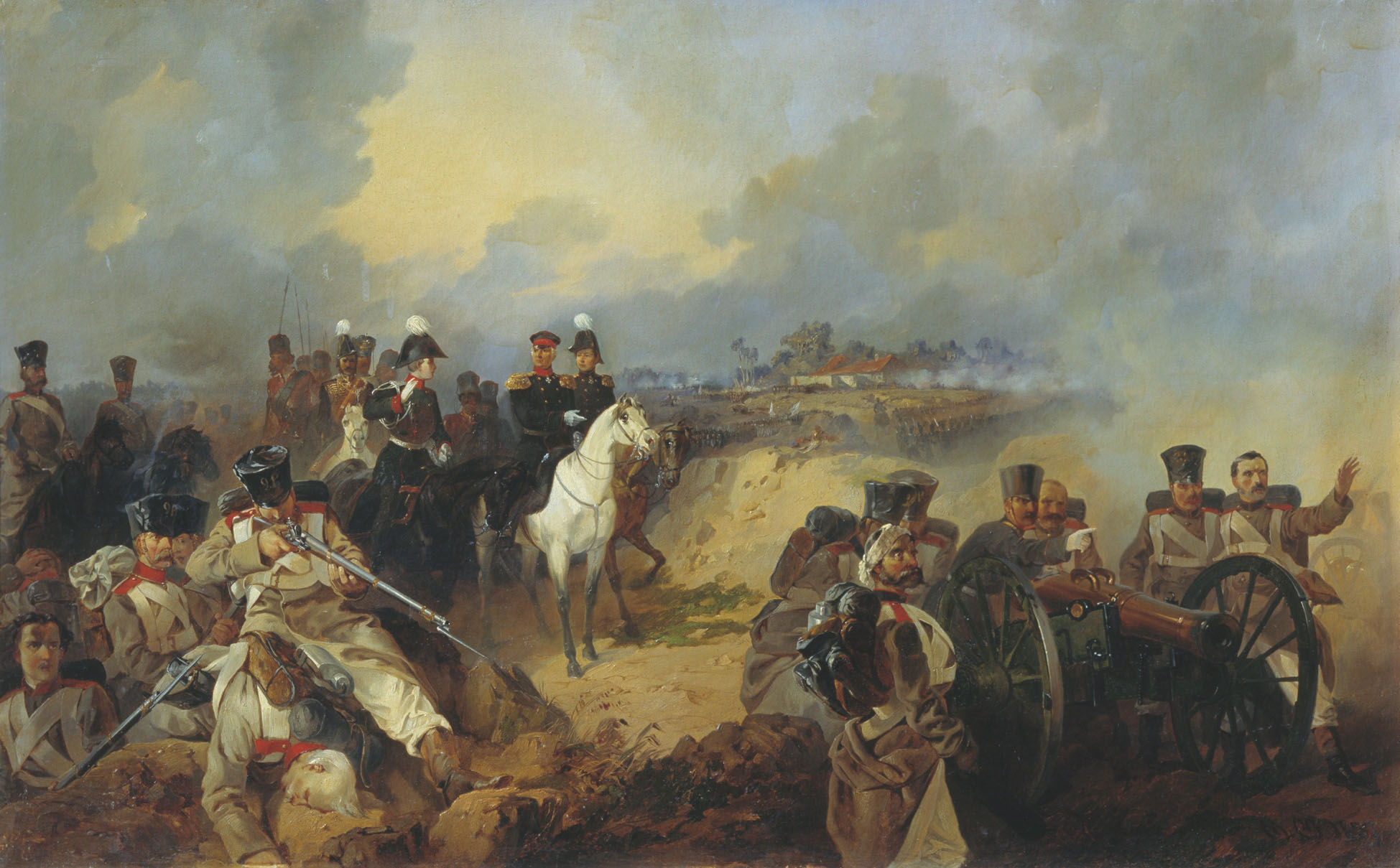
Schlacht bei Montmirail von Michail Ossipowitsch Mikeschin, 1857

#### Die Dispositionen Blüchers
Am 10. Februar 1814 um 7:00 Uhr morgens hatte Blücher Befehle an die Korps von Sacken bei La Ferté-sous-Jouarre und York bei Château-Thierry gesandt. Damit wies er diese an, sich über Montmirail und Étoges auf Vertus zuzubewegen, wo Blücher sich befand. Diese Befehle standen im Gegensatz zu der in den Vortagen ergangenen Anweisung, das französische Korps von MacDonald zu verfolgen, das an diesem Tage bereits bei Meaux stand. Grund für diese Änderung in den Dispositionen waren eingehende Gerüchte, ein französisches Kontingent würde sich nordwärts auf Sézanne zubewegen, möglicherweise unter Führung Napoleons persönlich. Am 9. Februar 1814 waren das preußische Korps Kleist und das russische Korps Kapzewitsch bei Blüchers Hauptquartier in Vertus eingetroffen. Noch am selben Tage um 21:00 Uhr ließ Blücher eine Vorhut dieser Korps unter Zieten Richtung Süden nach Fère-Champenois marschieren. Das Gros beider Korps folgte am 10. Februar 1814 morgens und positionierte sich nach Eintreffen bei dem Dorf Connantre westlich von Fère-Champenois an der Straße nach Sézanne. Blücher wünschte, die französischen Truppen bei Sézanne abzufangen. Dass er seine eigenen Truppen in Verfolgung dieser Absicht sofort nach Süden verlegte und nicht über Champaubert im Westen marschieren ließ, entsprach einem Wunsch des Feldmarschalls Schwarzenberg, der sich davon einen besseren Flankenschutz der eigenen böhmischen Armee versprach. Während des Tages (10. Februar 1814) trafen weitere Nachrichten über das Vorrücken Napoleons bei Blücher ein. Um 2:00 Uhr morgens wurde ihm gemeldet, dass die französischen Truppen bereits bei Sézanne ständen, um 10:00 Uhr erfuhr er, dass Napoleon selbst bereits am Vortage (9. Februar 1814) in Sézanne gewesen sei. Blücher, der sich selbst nach Fère-Champenois begeben hatte, kam zu der Einsicht, dass ein Vorrücken auf Sézanne sinnlos geworden war, und beschloss, nach Bergerés-les-Vertus zurückzumarschieren. Seine Truppen brachen zu einem Nachtmarsch auf und erreichten den Zielort am frühen Morgen des 11. Februar 1814, wo sie die Reste des russischen Korps Olsufiew aufnehmen konnten, das am Vortage von Napoleon bei Champaubert aufgerieben worden war. Blücher ließ die ermüdeten Truppen am 12. Februar 1814 ruhen und wartete auf die Korps Sacken und Yorck, die nicht mehr kommen sollten.

#### Die Maßnahmen des preußischen Generals Yorck

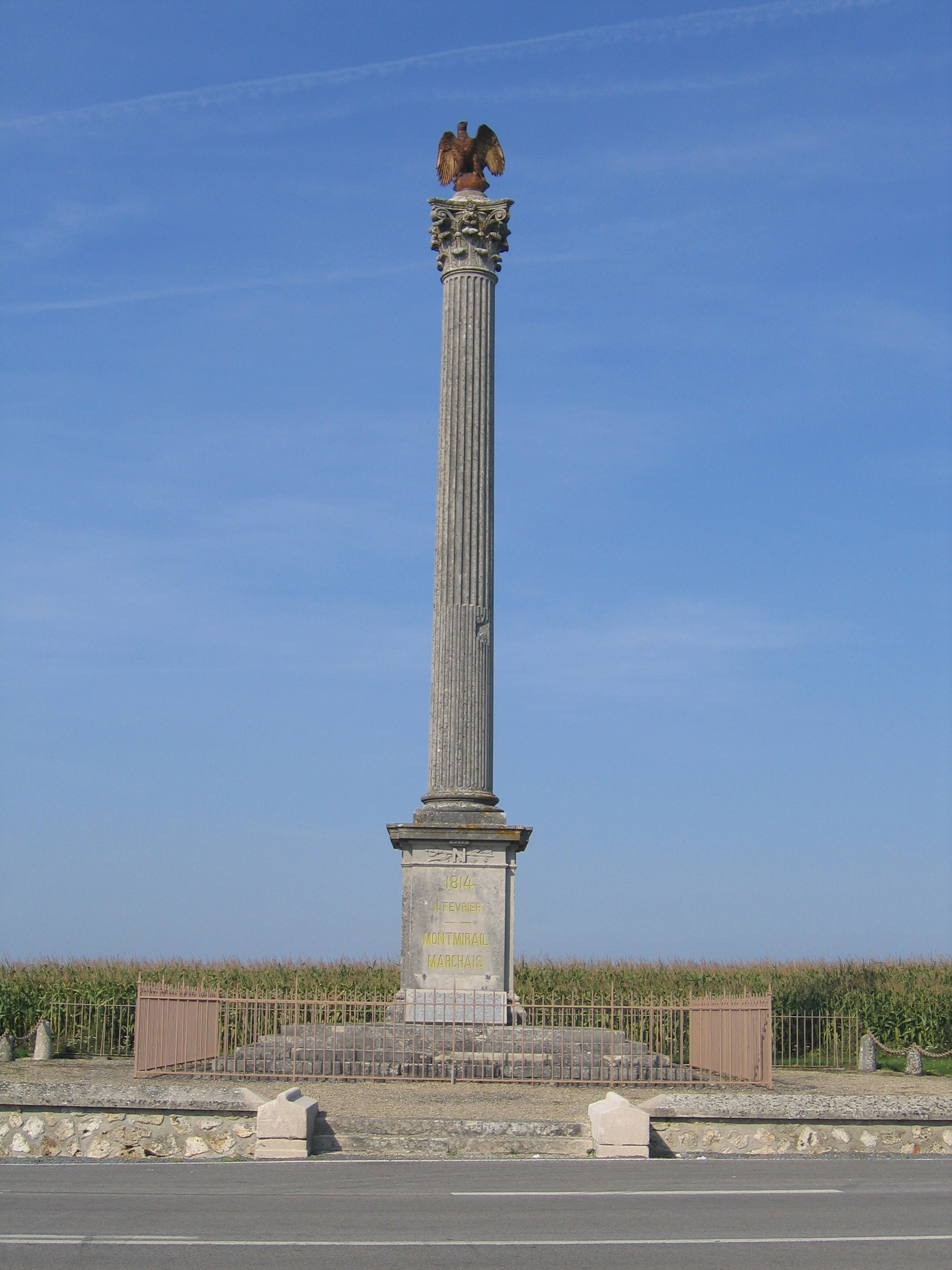
Siegessäule in Montmirail

General Yorck hatte Blüchers Befehl, nach Vertus zurückzugehen, noch am 10. Februar 1814 erhalten und seine Dispositionen in dessen Sinne getroffen. Allerdings stand Yorck vor einem großen Problem, wenn er dem Befehl folgen wollte: Die Straße von Château-Thierry nach Montmirail war nur bis zu dem kleinen Dorf Viffort einigermaßen befestigt, befand sich aber in einem winterlich schlechten Zustand. Über Viffort hinaus war der Boden tief aufgeweicht und der Weg kaum mehr zu erkennen; Pferde konnten die Straße nur unter großen Mühen benutzen, Geschütze so gut wie gar nicht. Seinem bedächtigen und vorsichtigen Naturell entsprechend ließ Yorck einen erheblichen Teil seiner Truppen mit allen schweren Geschützen in Château-Thierry zurück mit dem Auftrag, dort eine zweite (Schiffs-)Brücke über die Marne zu errichten. Mit dem Rest seiner Truppen schaffte er es bis 10:00 Uhr am 11. Februar bis Viffort, etwa auf halbem Wege von Château-Thierry nach Montmirail. Da er bereits Gefechtslärm hören konnte, sandte er einen seiner Adjutanten voraus, um mit Sacken in Kontakt zu treten und diesen über die Schwierigkeiten des Korps Yorck beim Vormarsch zu unterrichten. Der Adjutant fand Sacken im Dorf Viels-Maisons und berichtete ihm wie aufgetragen.
Zum Verständnis der Situation ist es gut zu wissen, dass Sacken der dienstältere der beiden Generale war. Ein gemeinsames Kommando hätte er angeführt.

#### Der Vormarsch des russischen Korps Sacken

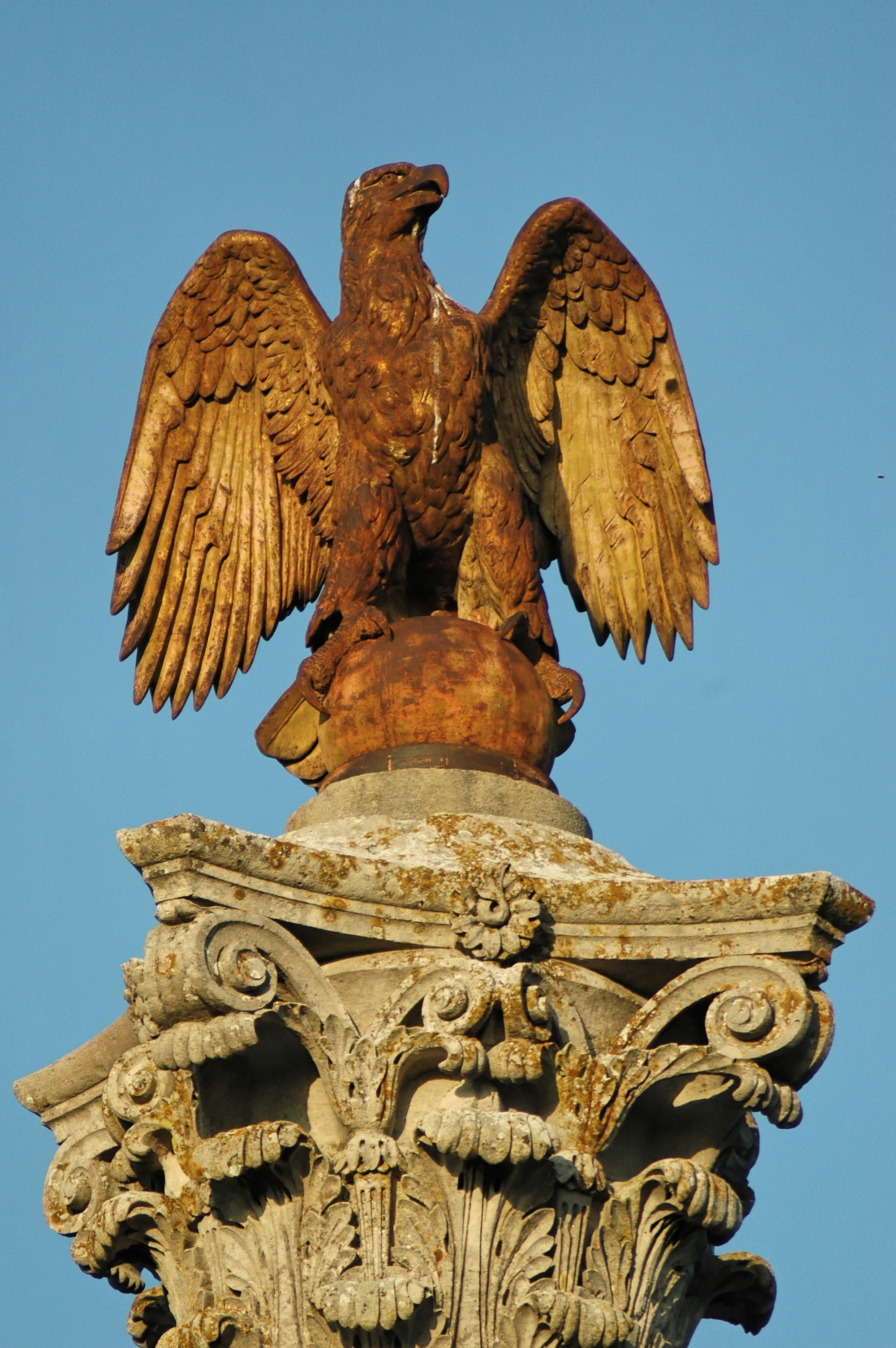
Tête der Siegessäule

Blüchers Befehl vom Morgen des 10. Februar 1814 hatte General Sacken noch im Verlauf des gleichen Tages erreicht, da zu dieser Zeit die Straße über Champaubert und Montmirail noch nicht von französischen Truppen beherrscht wurde. Das Gros des Korps Sacken stand bei La Ferté-sous-Jouarre. Sackens Kavallerie unter General Wassiltschikow hatte bereits weiter westlich an der Marne-Brücke bei Trilport, östlich von Meaux, französische Truppen des Korps MacDonald erfolgreich zum Gefecht gestellt und musste erst zurückgerufen werden. Danach ließ Sacken die Brücke über die Marne in La Ferté-sous-Jouarre zerstören, um sich den Rücken von nachrückenden französischen Truppen des Marschalls MacDonald freizuhalten. Am Abend des 10. Februar 1814 um 21:00 Uhr brach sein Korps zu einem Nachtmarsch nach Osten entlang der gepflasterten Straße nach Montmirail (heute D407 und D933) auf. Am späten Morgen des 11. Februar 1814 erreichten sie das Dorf Viels-Maisons. Dieses Dorf liegt 13 km westlich von Montmirail, aber weniger als 7 km entfernt von dem Abzweig der Straße nach Château-Thierry, auf der das Korps Yorck heranrücken sollte. Dort bei Viels-Maisons traf die Kavallerie Sackens auf die ersten Truppen Napoleons.

## Topografie des Gefechtsfeldes

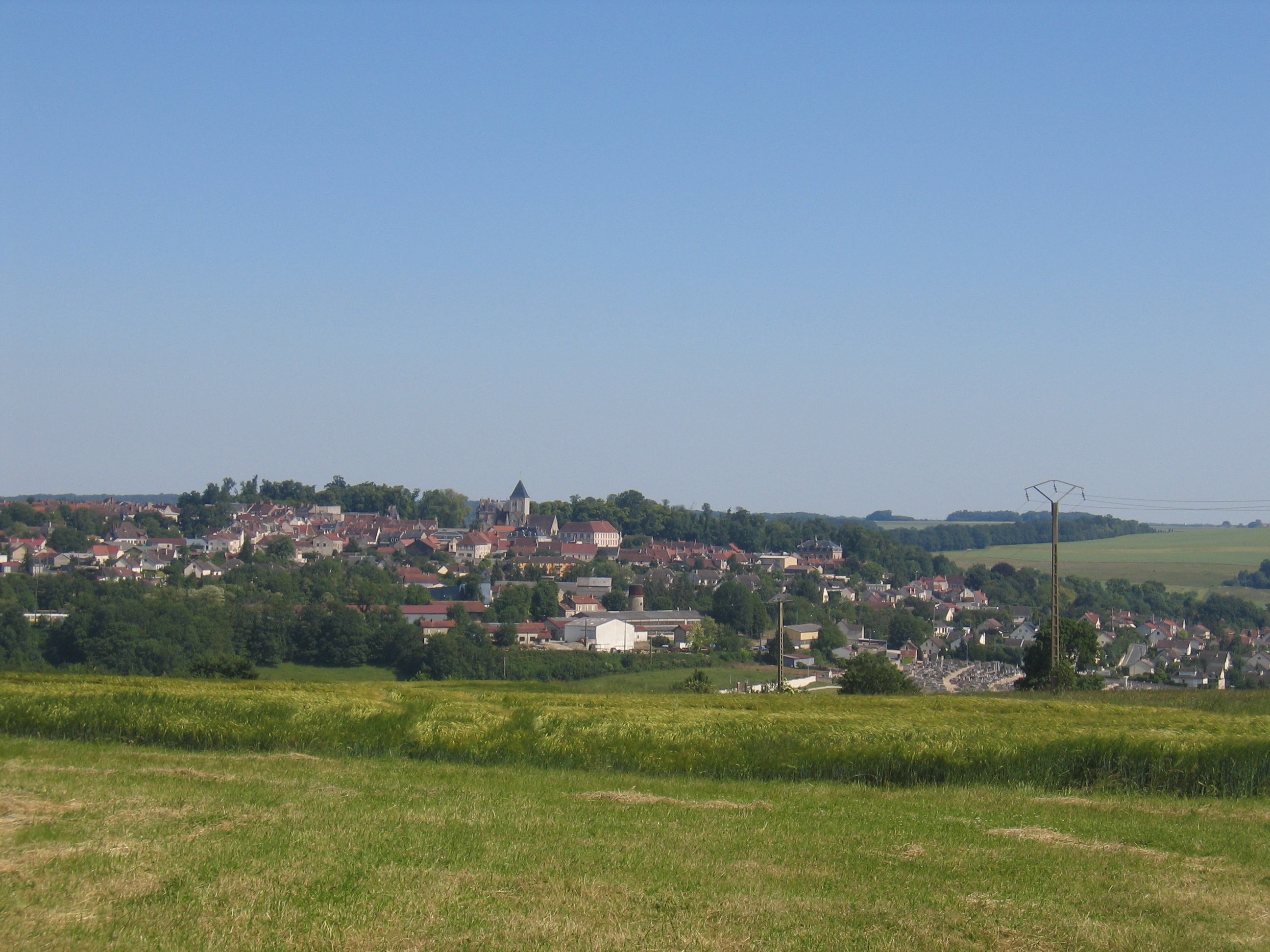
Blick auf Montmirail heute

Montmirail liegt im Tal des Petit Morin an dessen Nordufer. Die Umgebung liegt höher als der Ort, insbesondere steigen die Straßen, die von Montmirail nach Osten und Westen verlaufen, in beiden Richtungen wieder hinauf bis auf die Höhe der Wasserscheide zwischen dem Petit Morin und der Marne, die hier näher am Petit Morin verläuft. Diese Straßen waren befestigt und gepflastert. Folgt man der nach Westen auf Paris führenden Straße, gelangt man nach 6,5 km kurvenreicher Strecke an den Abzweig der Straße, die nach Norden nach Château-Thierry führt (heute D1). Diese Straße war am Gefechtstage tiefgründig aufgeweicht und für Infanterie und Kavallerie mühsam, für Geschütze kaum passierbar. Knapp südlich dieses Abzweigs liegt das Dorf Marchais-en-Brie an einer größeren Waldung, die von einem Bach durchflossen wird. Entlang der Straße nach Westen sind die nächsten Ortschaften Haute-Épine und dann Viels-Maisons, das wieder an einem Wald liegt. Das gesamte Gelände zu beiden Seiten der befestigten Straße war am 11. Februar 1814 aufgeweicht und schwer zu passieren. Insbesondere Geschütze konnten darauf kaum bewegt werden.

## Der Gefechtsverlauf am 11. Februar 1814

Karte des Gefechtsverlaufes aus dem
„Atlas of Alison’s History of Europe“ von 1863

### Der Gefechtsverlauf bis 15:00 Uhr
Um 10:00 Uhr am 11. Februar 1814 erreichte Napoleon mit den meisten, aber noch nicht allen seinen Truppen, Montmirail, als ihm schon das Korps Sacken gemeldet wurde, das auf Viels-Maisons zumarschierte. Napoleon ließ seine Truppen durch Montmirail marschieren und westlich des Ortes verdeckte Positionen beziehen: Zwei Divisionen der Jungen Garde bei den Gehöften Le Tremblay gerade östlich des Dorfes Marchais-en-Brie, die Division Ricard aus 1800 jungen Rekruten davor. Die Garde-Kavallerie unter Nansouty stand nördlich der Straße nach La Ferté-sous-Jouarre; Teile davon waren nach Westen vorgeschoben bis Viels-Maisons. Diejenigen Truppenteile der Kaiserlichen Garde, die am Vortage nicht in der Schlacht von Champaubert mitgewirkt hatten, namentlich die Division Michel und die Ehrengarde (Gardes d’Honneur), waren unter dem Befehl von Marschall Mortier noch auf dem direkten Wege vom 25 Kilometer entfernten Sézanne nach Montmirail unterwegs. Diese und weitere Truppenteile hielt Napoleon zurück, da er mit dem Erscheinen des preußischen Korps Yorck rechnen musste.
Kurz nach 10:00 Uhr traf Sackens Kavallerie unter General Wassiltschikow bei Viels-Maisons auf Reiter der französischen Garde-Kavallerie. Die Russen konnten sich durchsetzen und trieben die französischen Kavalleristen zurück bis vor Montmirail, wo diese durch den dort stehenden Hauptteil der französischen Garde-Kavallerie verstärkt wurden und nun ihrerseits die Russen zurückdrängen konnten.
Den russischen Reitern folgte entlang der Straße Sackens erste Division unter General Schtscherbatow, die schnell das Dorf Haute-Épine erreichte und besetzte. Von dort sahen die Russen bereits Montmirail tiefer gelegen im Tal des Petit Morin vor sich liegen. Sacken, dessen Auftrag lautete, seine Truppen über Montmirail zu Blücher in Bergerés-les-Vertus zu bringen, ordnete an, die gewundene Straße zu verlassen und direkt auf Montmirail zu marschieren. Sofort wurde sein Kavallerie-General Wassiltschikow bei ihm vorstellig und riet Sacken dringend, die befestigte Straße nicht zu verlassen. Die Reiter hatten zu diesem Zeitpunkt bereits ihre Erfahrungen mit dem grundlosen Gelände zu beiden Seiten der Straße gemacht. Sacken lehnte ab und bestätigte seinen Befehl. So marschierten die Russen über den aufgeweichten, schlammigen Boden und kamen zu dem Dorf Marchais-en-Brie, wo sie zunächst den vorgelagerten und sich noch weiter südlich erstreckenden Wald besetzten. Dann griffen sie das Dorf an und eroberten es im Sturm von der französischen Division Riccard, die es verteidigen sollte. Damit begann ein fast fünf Stunden anhaltender Kampf um dieses eine Dorf.

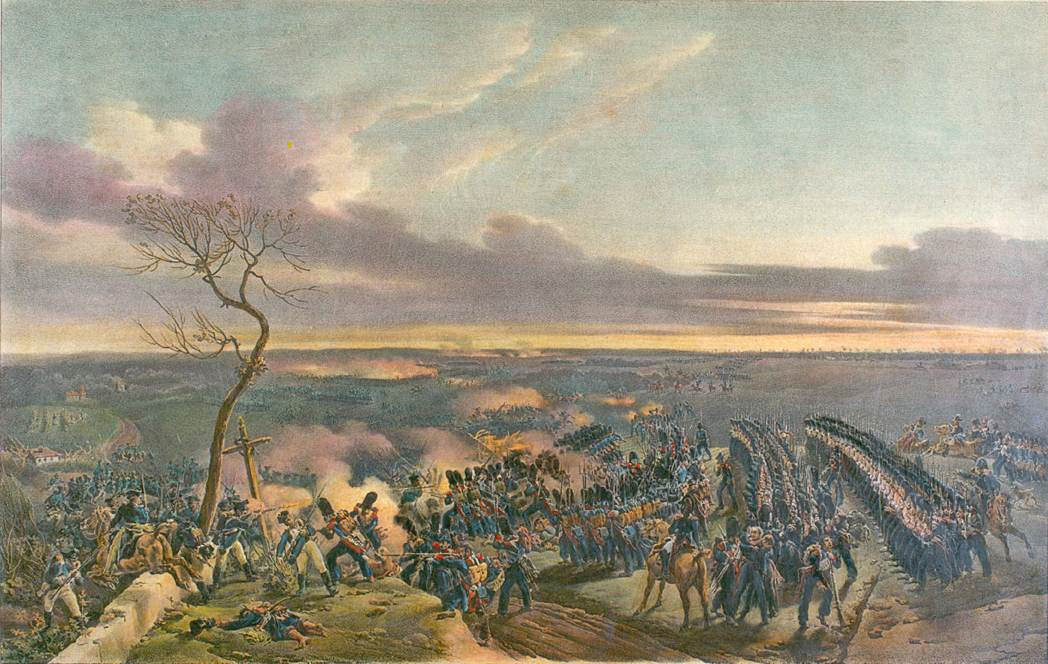
Szene aus der Schlacht

Napoleon erkannte sofort die schweren Fehler, die Sacken unterlaufen waren: Er ordnete Marschall Ney ab und unterstellte ihm Regimenter der alten Garde und seine vier kaiserlichen Leib-Schwadrone, und forderte ihn auf, alle russischen Truppen von der Straße westlich von Montmirail zu vertreiben. Ney erledigte den Auftrag gründlich und mit Bravour; er trieb alle russischen Infanteristen, wie auch ihre Artillerie in die sumpfigen Wiesen südlich der Straße und griff dann auch die zweite russische Division unter Graf Liewen südlich von Haute-Épine an. Zur gleichen Zeit hielten sich die französische Garde-Kavallerie und die russische Kavallerie gegenseitig in Schach. Im Ergebnis waren die russischen Divisionen voneinander getrennt und in aufgeweichte Wiesen getrieben, während die französischen Truppen die einzige befestigte Straße beherrschten. Dennoch konnte Napoleon diesen Vorteil nicht mit aller Konsequenz ausnutzen, da er noch immer auf das preußische Korps Yorck wartete und einen wesentlichen Teil seiner Truppen in Reserve halten musste.
Als Nächstes sandte Napoleon die beiden Divisionen der Jungen Garde, die dazu bereitstanden, in das Dorf Marchais-en-Brie, um es zurückzuerobern. Das gelang diesen auch; sie wurden im Gegenzug aber auch wieder von den Russen hinausgeworfen. Napoleon sandte nun einen ersten Teil der Alten Garde in das Dorf. Diese trieben die Russen hinaus und wurden bald darauf wieder von den Russen vertrieben, die sich nun für einige Zeit dort festsetzten.
Um 14:00 Uhr wurden Napoleon sowohl die ersten Truppen des preußischen Korps Yorck auf der Straße von Château-Thierry, als auch die Ankunft der letzten Brigaden der Kaiserlichen Garde von Sézanne gemeldet.

### Der Gefechtsverlauf nach 15:00 Uhr

Stellungen der Truppen um ca. 15:00 Uhr

Um 15:00 Uhr waren die Preußen da, aber es war nur ein Teil des Korps, kaum mehr als 3000 Mann, und sie brachten gerade acht Geschütze mit. Mehr hatten sie nicht durchgebracht. Ihre ersten Kontingente stellten sich südlich des Dorfes Fontenelle-en-Brie auf und griffen nicht an, als sie die erheblichen Kontingente der Franzosen sahen, die auf sie warteten. Als Napoleon erkannte, dass die Preußen nicht entschlossen angriffen, nutzte er dies sofort aus, zog noch zwei Bataillone der Alten Garde ab und sandte sie unter dem Befehl seiner besten Offiziere, nun endlich das Dorf Marchais-en-Brie zu besetzen. Dies war der vierte Versuch und dieser gelang. Die Alte Garde setzte sich – von der Garde-Kavallerie unterstützt – durch und die Russen wurden aus dem Dorf getrieben. Napoleon sandte sofort weitere Kavallerie in das Gefecht südlich der Straße, und die Russen, die zunächst im Wald Deckung gesucht hatten, zogen sich immer weiter nach Westen zurück, wobei ihr Rückzug Züge einer Flucht annahm. Bis zur Dunkelheit waren sie südlich der Straße bis Viels-Maisons vertrieben und Napoleons polnische Ulanen standen bereits noch weiter westlich.
Um 17:00 Uhr dämmerte es bereits und Sacken zog die Konsequenzen aus den Ereignissen. Er bereitete seinen Rückzug vor und sandte einen Kurier zu Yorck, der diesem die Aufforderung überbrachte, endlich engagiert die Franzosen anzugreifen, um Sackens Korps damit die Möglichkeit zu schaffen, hinter den Preußen auf der Straße nach Château-Thierry abzuziehen. Darüber hinaus sollten die Preußen den Rückzug der Russen während der Nacht decken. Yorck musste dieser Aufforderung folgen. Die Preußen griffen unter hohen Verlusten, ohne hinreichende Unterstützung von Artillerie und Kavallerie an und verschafften dem Korps Sacken den Raum zum Abzug, indem sie die Franzosen vorübergehend bis auf das kleine Dorf Bailly zurückdrängten, das einige Zeit lang sogar von den Russen besetzt gewesen war. Allerdings mussten die Russen weite Wege marschieren, um die Straße nach Château-Thierry zu erreichen. Erst westlich von Viels-Maisons konnten sie auf die Nordseite der Straße wechseln und marschierten dann über sumpfige Wiesen nach Norden. Im Schutze der Dunkelheit konnten sich später auch die Preußen absetzen und den Weg wieder zurückmarschieren, den sie gerade hergekommen waren. Die letzten machten sich gegen Mitternacht auf den Rückweg.

## Die Nacht vom 11. auf den 12. Februar 1814

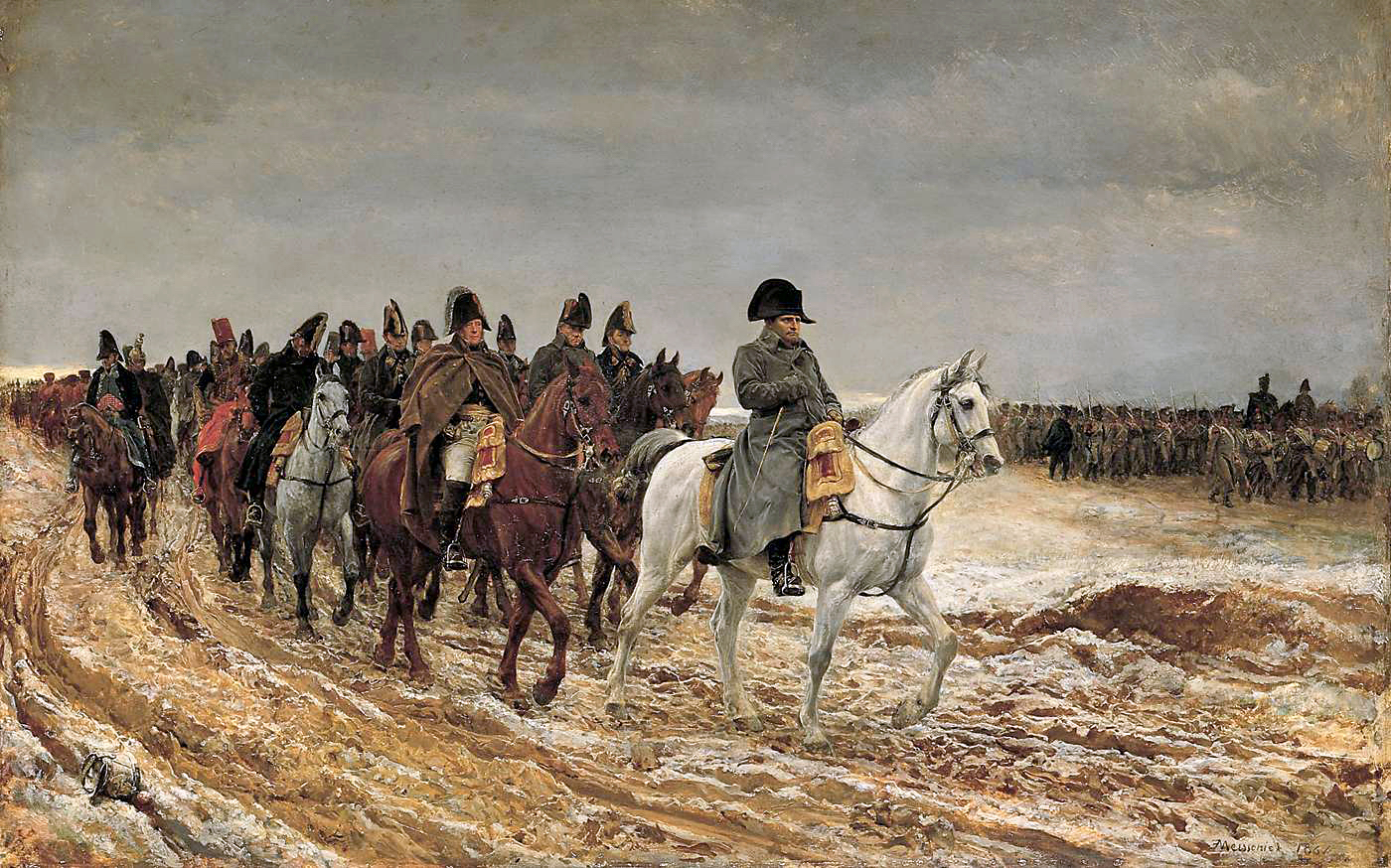
Napoleon reitet durch den Schlamm bei Montmirail

Napoleon folgte ihnen nicht sofort, denn er wusste von der Beschwerlichkeit, die grundlosen, schlammigen, winterlichen Wege zu passieren. Den Russen, die bereits seit 36 Stunden nicht geruht hatten, stand der zweite Nachtmarsch bevor, viel mühsamer noch als der zuvor. Immer wieder mussten ganze Eskadrone absitzen und ihre Pferde hergeben, um die Geschütze wieder aus dem Schlamm zu ziehen. Erschöpfte Truppen lagerten am Wege und zündeten dort ihre Feuer an, womit sie den anderen halfen, ihren Weg zu finden.
Sacken und Yorck trafen sich noch in der Nacht persönlich und machten sich gegenseitig Vorwürfe: Sacken warf Yorck vor, nicht engagiert ins Gefecht gegangen zu sein, Yorck tadelte Sacken, weil dieser die Schlacht unvorbereitet angenommen hatte, ohne auf die Preußen zu warten. Der Wortwechsel führte zu einem Zerwürfnis zwischen den beiden Kommandeuren, das den Rest des Feldzuges überschatten sollte.
Napoleon schickte ihnen am 12. Februar 1814 seine Kavallerie nach, die nun den Preußen die Verluste beibrachte, die am Vortage die Russen erlitten hatten.

## Trivia
Napoleon verbrachte die Nacht nach der Schlacht auf dem Gehöft Ferme Le Grenaux, das ebenso wie das benachbarte Gehöft Ferme Les Chouteaux heftig umkämpft worden war. Dort allein mussten 400 Leichen fortgeräumt werden. Die winzige Zufahrtsstraße dorthin – kaum 100 Meter lang – heißt noch immer Rue Napoléon.

## Anhang: Die beteiligten Truppen vor und in der Schlacht

### Die französischen Truppen
- Unter Napoleons persönlichem Befehl
  - Infanterie-Division Friant, Alte Garde, 4800 Mann
    - 1. Grenadier – Regiment unter Petit
    - 2. Grenadier – Regiment unter Christiani
    - 1. und 2. Chasseur – Regiment unter Cambronne

  - 4 Schwadronen Leibgarde[8]
    - 1st Chevauléger-Lancier Regiment
    - Chasseur à Cheval de la Garde
    - Grenadiers à Cheval de la Garde
    - Empress Dragoon Regiment

  - Garde-Artillerie, 1.460 Mann

- Kaiserliche Garde unter Marschall Mortier
  - Infanterie-Division Michel,[9] 3.880 Mann

- Kaiserliche Garde-Kavallerie unter Nansouty
  - 1. Garde-Kavallerie-Division Colbert, 950 Reiter[10]
  - 2. Garde-Kavallerie-Division Guyot,[11] 2.250 Reiter und 300 Mann berittene Artillerie
  - 3. Garde-Kavallerie-Division Laferrière-Lévèsque, 2.230 Reiter
    - Kavallerie-Brigade Lyon
    - Kavallerie-Brigade Letort
- Junge Garde unter Marschall Ney
  - Infanterie-Division Meunier, 4.130 Mann
  - Infanterie-Division Curial, 2.840 Mann

- Ehrengarde unter Defrance, 1.060 Reiter

- Korps Marmont
  - Infanterie-Division Ricard, 1600 Mann
    - Brigade Boudin de Roville
    - Brigade Fournier
    - Brigade Clavel
    - 2 Artillerie-Regimenter des Küstenschutzes

  - Infanterie-Division Lagrange[12]
    - Brigade Joubert
    - Brigade Pelleport
    - 2 Artillerie-Regimenter des Küstenschutzes

### Die russischen Truppen
- Das Korps Sacken
  - Infanterie-Korps Graf Liewen
    - Infanterie-Division Sass
    - Infanterie-Division Stzawitzki

  - Infanterie-Korps Graf Schtscherbatow[13]
    - Infanterie-Division Tallisin
    - Infanterie-Division Bernodossow

  - Kavallerie-Korps Wassiltschikow
    - Kavallerie-Division Lanskoi (Husaren)
    - Kavallerie-Division Panschulitsew (Dragoner)
    - Karpows Kosaken
    - Berittene Artillerie

### Die preußischen Truppen
- Das Korps Yorck
  - Infanterie-Division Otto von Pirch
  - Infanterie-Division Heinrich Wilhelm von Horn
  - Infanterie-Division Karl zu Mecklenburg
  - Infanterie-Division Wilhelm von Preußen
  - Kavallerie-Division Georg Ludwig Alexander von Wahlen-Jürgaß
  - Reserve-Artillerie unter Schmidt